# Koninkrijk Man

Het Koninkrijk Man.

Het Koninkrijk Man, ook Koninkrijk van Man en de Eilanden of Koninkrijk der Eilanden genoemd, was een koninkrijk, gelegen in de Ierse Zee. Tot het Koninkrijk Man behoorden het eiland Man en de Hebriden. Het was een middeleeuwse vazalstaat die onder het gezag van Noorwegen stond. 

## Man vóór de Vikingen
Het oorspronkelijk Keltische eiland Man heeft een geschiedschrijving die teruggaat tot oude mythen. Volgens de ontstaanslegende is Man vernoemd naar de Ierse god Manannán mac Lir, die in de vijfde eeuw de eerste koning was. Maelgicyn, een neef van Koning Arthur, zou het eiland in 520 op de Schotten hebben veroverd, waarna Man enkele eeuwen een Brythonisch koninkrijk bleef, dat wil zeggen een onderdeel van Wales. Onder anderen de Welshe vorst Cadwallon ap Cadfan zou over het eiland geregeerd hebben, maar de chronologie van deze vroege periode vertoont veel gaten en tegenstrijdigheden. De Welshe hegemonie werd omstreeks 920 gebroken met de komst van ene Orry, misschien een verbastering van ‘Erik’. Deze Orry zou de eerste Vikingkoning van Man zijn geweest en het parlementaire stelsel hebben ingericht. De Vikingen vestigden zich zowel op de Hebriden als in Ierland. In de loop van de tiende eeuw vermengden de Keltische en de Scandinavische bevolking zich geleidelijk. West-Schotland, de Hebriden en delen van Ierland werden toenemend bevolkt door een (wellicht tweetalige) populatie die als de Gall Gaidheil bekendstond. Enkele leden van deze gemengde bevolking werden koning van het eiland Man.
Een andere belangrijke figuur was de Vikingenleider Godred Crovan, die het eiland Man in 1079 veroverde op de plaatselijke vorsten Sytric Mac Olaf, koning van Dublin, en Fingal. Crovans afstammelingen regeerden met wisselend succes over het koninkrijk tot 1266, toen Man krachtens het Verdrag van Perth aan Alexander III van Schotland werd toegekend.

## Politieke structuur
Het koninkrijk kende een primitieve democratische structuur door middel van dingvergaderingen op de Tynwald: zo besliste de bevolking bijvoorbeeld om de hulp van de Ierse koning Muircheartach O’Brien in te roepen omdat de stamhoofden vonden dat troonsopvolger Olaf nog te jong was. De door Muircheartach aangestelde regent werd echter wegens wanbeleid verjaagd, waarna Magnus III van Noorwegen het eiland veroverde. Pas na diens dood kon de jonge Olaf de facto koning worden. Zijn regeerperiode was relatief stabiel, evenals die van zijn zoon Godred. In de 13de eeuw verliep de interne politiek echter woeliger, en naar het einde van het koninkrijk toe regeerden de meeste vorsten slechts enkele jaren. Reginald, zoon van Olaf, was zelfs maar 24 dagen lang koning in het jaar 1249.
Door onderlinge twisten tussen troonpretendenten en interne machtsstrubbelingen werd het koninkrijk anno 1187 in tweeën gesplitst. Het kwam geregeld voor dat koningen van Man tijdelijk door het Noorse hof werden afgezet of naar Noorwegen werden ontboden, zodat het koninkrijk in de tussentijd door regenten werd bestuurd, die niet zelden de macht naar zich toe wilden trekken. In de periode van 1187 tot 1228 regeerde Reginald over het eiland Man en zijn jongere broer Olaf (die de rechtmatige troonsopvolger was) over de Hebriden; de macht van Olaf, de officiële vorst van het koninkrijk, was in wezen beperkt tot het eiland Lewis omdat Reginald zich de rest van het rijk had toegeëigend. Aan deze situatie kwam een eind toen Reginald tijdens een parlementszitting op de Tynwald (zij het buiten de wil van Olaf) vermoord werd. Harald, zoon van Olaf, moest in 1239 op bevel van Haakon IV van Noorwegen naar Noorwegen trekken; tijdens zijn afwezigheid stelde de Noorse koning twee regenten aan. Om de banden tussen Noorwegen en het koninkrijk Man te verstevigen, huwde Harald met de dochter van Haakon. Dit kaderde in de politiek om banden tegen Schotland te smeden ten tijde van de Schots-Noorse Oorlog. De late koningen Harald, zoon van Olaf en Magnus, zoon van Olaf werden tevens geridderd door Hendrik III van Engeland.

## Einde van het koninkrijk
Het koninkrijk Man en de Eilanden hield de facto op te bestaan toen het anno 1266 in Schotland opging. Deze vroege geschiedenis van het koninkrijk wordt beschreven in de Manxe kronieken, de Cronica Regum Mannie et Insularum. In 1406 schonk Hendrik IV van Engeland het eiland aan Sir John Stanley, die definitief afstand van de titel ‘koning’ deed en zich ‘heer van Man’ noemde, waardoor het koninkrijk Man ook in naam ophield te bestaan.

## Koningen van Man en de Eilanden[2]
Mythische en halflegendaire koningen
- Manannan Beg Mac-y-Lheir (ca. 440-520)
- Maelgycin (520-560)
- Rhûn (560-581)
- Aydun Mac Gabhran (581)
- Brennus (581-594)
- Eugenius (594-624)

Welshe periode
- Edwin van Northumbria (624-650)
- Cadwallon ap Cadfan (650-676)[3]
- Cadwaladr (676-703)
- Idwal Iwrch (703-720)
- Rhodri Molwynog (720-755)
- Merfyn Frych (817-843)
- Rhodri Mawr (843-877)
- Anarawd ap Rhodri (877-888)

Vikingheerschappij
- Harald I van Noorwegen (888-890)
- Ketil Platneus (890-892) (riep de onafhankelijkheid van Man uit)
- Helgi Ketilsson (892-894)
- Thorstein (894) (verdreven door de Manxmen)

Interludium
- Nial (895-914)
- Anlaf (914-ca. 920)

Periode van de Gall-Gaidheil
- Orry (ca. 920-947) (vermeende stichter van de Tynwald)
- Godred (947-954) (stichter van Castle Rushen)
- Reginald (954-960)
- Olaf (960-onbekend)
- Ofwel: Olain, ofwel: Fingal en Godred (regeringsjaren onbekend)
- Hakon (973-986)
- Godred (986-996)
- Reginald (996-1004)
- Suibne mac Cináeda (1004-1034)[4]
- Harald (1034-1040)
- Godred (1040-1076) (koning van de Vikingen in Dublin)
- Sytric Mac Olaf en Fingal (1076-1077) (beiden gedood door Godred Crovan)

Dynastie van Crovan
- Godred Crovan (1079-1095)
- Lagman, zoon van Godred Crovan (1095-1102)
Donald, zoon van Tadhg (Ierse regent tijdens Olafs minderjarigheid)
- Magnus III van Noorwegen (1098-1103) (usurpatie)
- Olaf, zoon van Godred Crovan (1102-1152)
- Godred, zoon van Olaf (1154-1187)

Splitsing van het koninkrijk (1187-1228)
- Olaf, zoon van Godred (Hebriden)
Reginald, zoon van Godred (Man)
- Olaf, zoon van Godred (als alleenheerser, tot 1237)
Gospatrick en Gilchrist (Noorse regenten)
- Harald, zoon van Olaf (1239-1248)
- Reginald, zoon van Olaf (1249)
- Harald, zoon van Godred Don (1249-1250)
- Magnus, zoon van Olaf (1252-1265)

Schotse heerschappij en Engelse aanspraken
- Maria, dochter (of weduwe) van Reginald, zoon van Olaf[5] (1265-1270)
Schotse bezetting (ca. 1270-1344)[6]
- William de Waldebeof[7] (1344-1388)
- William Montagu[8] (1388-1393) (verkocht het eiland)
- William le Scrope[9] (1393-1399)
- Hendrik IV van Engeland (1399-1400)
- Henry Percy[10] (1400-1403)

Na Percy’s dood werd de titel King of Mann opgeheven. De familie Stanley (de earls van Derby) regeerde ruim 300 jaar over het eiland, maar deze heersers noemden zich voortaan Lord of Mann.